# Le Rêve de votre vie
Le Rêve de votre vie était une émission radiophonique française du Dimanche soir grille de programme 1959-1960[C'est-à-dire ?], où l'animateur Lucien Jeunesse ou le créateur de l'émission Roger Bourgeon interviewait une brochette de candidats à une chance de réaliser le rêve de leur vie ; puis on demandait au public (l'émission se déroulait en public, sous le chapiteau du Grand Cirque de France dirigé par le trio Lucien Jeannet - Alexis Gruss senior - André Gruss ; et en direct sur les ondes) de choisir par ses applaudissements celui qui serait élu. Les annonceurs publicitaires de l'émission s'engageaient à réaliser ce rêve. Par ailleurs l'émission recevait des appels en direct de personnes ou organismes qui venaient s'ajouter et proposaient de réaliser le rêve choisi (et parfois aussi les autres).
En province, Roger Bourgeon n'hésite pas à faire confiance à de jeunes hommes des Relations Publiques comme l'Orléanais Robert Charles Sainson qui n'hésite pas à monter une dizaine d'opérations pour le plus grand bonheur de François, Louis, Maryse et les autres...
Une habitante de Saint-Julien-de-la-Liègue, en Haute-Normandie, remporta la somme de 500 000 F entre 1950 et 1960 et consacra ses gains à la restauration de l'église de la commune. Elle s'appelait Henriette Lormelet